# Mame-Fatou Niang
Pour les articles homonymes, voir Niang.
Mame-Fatou Niang est une maîtresse de conférence franco-sénégalaise. Elle enseigne la littérature française et francophone à l'université Carnegie-Mellon à Pittsburgh (Pennsylvanie) et s’intéresse aux questions urbaines dans la littérature française contemporaine, ainsi qu’à l’étude de la diaspora noire en Europe,.

## Recherches
En master d’anglais à l'université Lumière-Lyon-II et travaillant son mémoire sur Virginia Woolf, elle effectue un semestre d’échange à l'université Brown (Rhode Island) : « J’ai fait un papier sur le rire noir, en comparant avec Jean Miché Kankan, un humoriste que j’adorais quand j’étais petite. Et on m’a proposé de rester. La fac m’a offert une bourse et j’ai fait un mémoire sur la fonction du rire et de la joie noirs et sur comment ils se sont transportés d’Afrique en Amérique. J’y ai fait ensuite mon doctorat sur la représentation des périphéries dans la littérature et le cinéma français contemporain, avec un focus sur l’étude des banlieues et la représentation des femmes noires. »
Elle constate alors la faiblesse des études françaises sur la question des Noirs en France : « En travaillant sur ma thèse, je me suis rendu compte que je trouvais plus d’informations en tapant des recherches en anglais plutôt qu’en français. »
« Dans la recherche, on est obligé d’emprunter des mots américains, alors que nous ne sommes pas du tout dans la même réalité et la même histoire que les Anglo-Saxons. »

Elle déclare en 2017 : 

« Je suis très critique à l'égard des États-Unis aussi, mais la facilité avec laquelle j'ai pu faire mes études et le soutien que j'ai reçu ont révélé beaucoup de questionnements que j'avais par rapport à la France. Et je travaille sur la France, je travaille sur ces questions (...) Maintenant, je me pose la question du retour. On retombe sur cette question de la visibilité. (...) Ces sujets de recherches sont respectés parce qu'on se rend compte que cela renvoie à des questionnements légitimes. »

## Controverses
En avril 2019, avec Julien Suaudeau, elle est à l'origine d'une pétition pour faire retirer une fresque du peintre Hervé Di Rosa ayant pour thème l'abolition de l'esclavage à l'Assemblée nationale car la représentation des personnages, et donc des esclaves, sous les traits qu'utilise usuellement Di Rosa dans son œuvre (grosses lèvres, etc.) est considérée raciste par les pétitionnaires,.
En mai 2020, ils renouvellent leur appel à prendre en compte les représentations véhiculées par cette fresque. Toujours en 2020, elle intervient dans le film Polémiques et scandales – Et l'art dans tout ça ? de Katrin Sandmann diffusé sur Arte.

## Mariannes noires
Elle soutient une thèse, intitulée « De l'autre côté du périph' : les lieux de l'identité dans le roman féminin de banlieue en France », à l'université d'État de Louisiane, puis devient documentariste et professeure à l’université Carnegie-Mellon de Pittsburgh.
En 2015, elle réalise, avec une de ses étudiantes, Kaytie Nielsen, le film Mariannes noires, qui traite de la question de la représentation des femmes noires en France d'abord pour illustrer ses cours : « On peut leur faire lire de la théorie, mais c'est une civilisation du visuel donc il faut un travail par l'image. »
Parfois perçues comme venues d'ailleurs, alors que leur cœur bat d'abord pour la France, les sept personnes interrogées sont des femmes « toutes originales, toutes fortes et toutes finalement, très banales. Et c'était important pour moi de le montrer. »

« La première question est souvent : pourquoi ce titre ? Une spectatrice intriguée et un peu excédée nous a demandé : pourquoi accoler cet adjectif "noir" à un symbole de la République qui est censée être neutre ? Officiellement, la République n’a pas de race, pas de couleur. Et je trouve cette question assez symptomatique d’un mal que j’ai essayé de pointer dans mon documentaire. Car la République a une couleur. Marianne a une couleur depuis sa création. »

En 2017, Mariannes noires est projeté à la 7e édition du Festival international de films de la diaspora africaine (Fifda) à Paris puis au festival Cinébanlieue à Saint-Denis.

## Publications
- « Être ou ne pas être Charlie : conversations avec de jeunes habitants de la Grande Borne », Contemporary French Civilization, vol. 41, no 2,‎ 2016, p. 319-324 (lire en ligne)
- Identités françaises : Banlieues, féminités et universalisme, Brill, 2019  (ISBN 978-90-04-40722-0)
- « Des particularités françaises de la négrophobie », dans Omar Slaouti et Olivier Le Cour Grandmaison, Racismes de France, La Découverte, 2020
- Universalisme, avec Julien Suaudeau, Anamosa, Paris, 2022, 101 p.  (ISBN 978-2-3819-1048-2)
- Préface du livre La Parole aux négresses (1978), de Awa Thiam, réédité par les Editions Divergences, 2024, 208 p. (ISBN 9791097088712)[13]